# Paul Vieille
Paul Marie Eugène Vieille (n. 2 septembrie 1854 – d. 14 ianuarie 1934) a fost un chimist francez și inventatorul modern al pulberii fără fum pe bază de nitroceluloză (pulberea B). Noua pulbere fără fum era de trei ori mai puternică decât pulberea neagră având aceeași greutate și nu lăsa practic niciun reziduu la ardere.

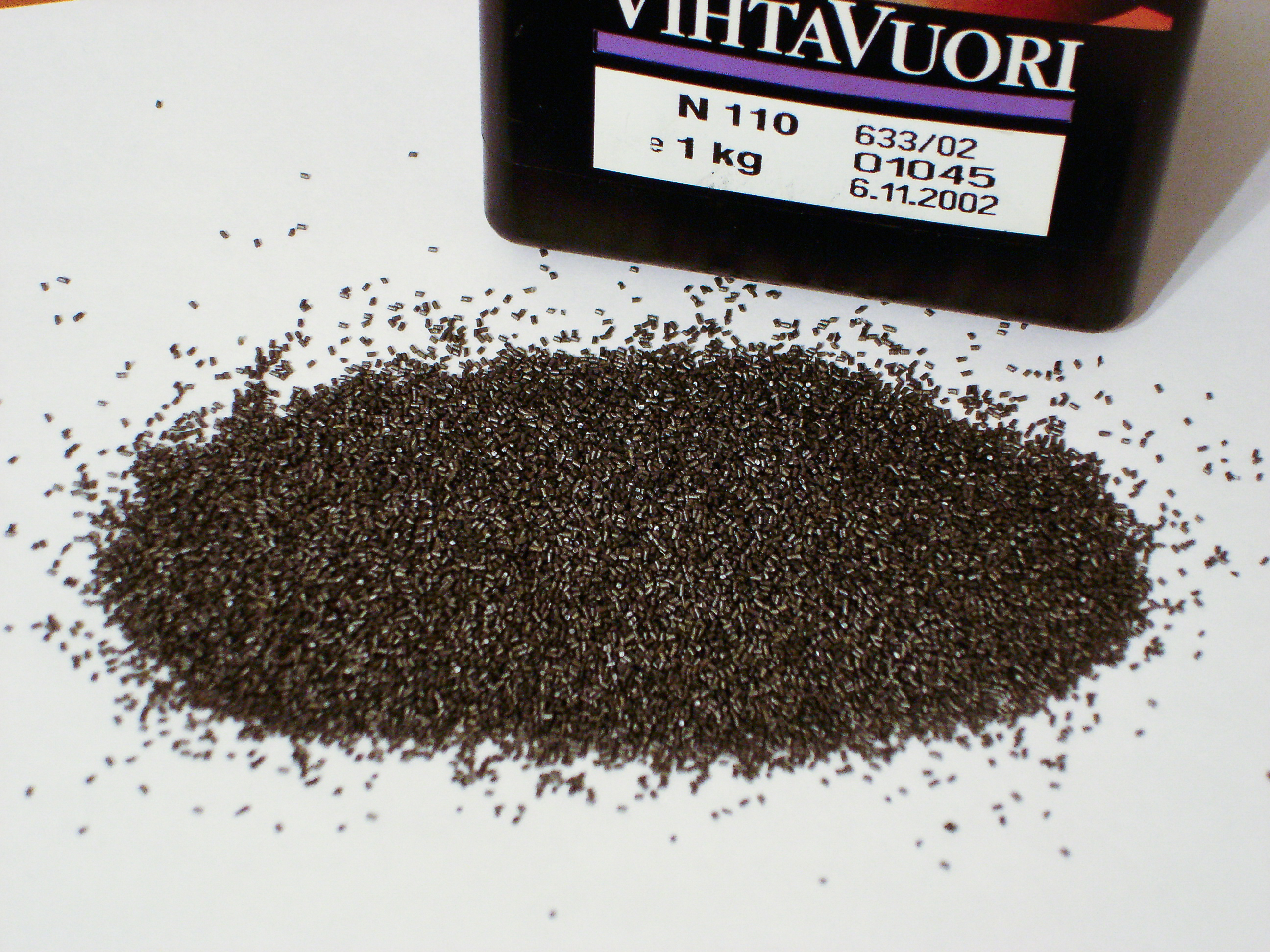
pulbere fără fum - o invenție a lui Paul Vieille

Curând după această invenție, Paul Vieille a devenit director la Laboratoire Central des Poudres et Salpetres din Paris, acolo unde au avut loc cercetările sale. Invenția sa a fost folosită nu numai la armele de calibru mic, dar și la toată gama de muniții de artilerie. Invenția sa, foarte repede, a încăput pe mâinile tuturor marilor puteri militare ale lumii. Veille a fost membru al Academiei Franceze de Științe.